# 絡み織

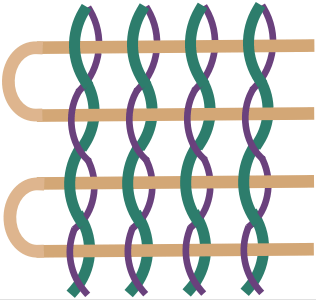
Basic Leno Weave（絡み織）

絡み織（からみおり）は、2本の経糸を捩りながら横糸と織り込んだ織物、またはその織り方のこと。搦み織、綟り織（もじりおり）とも呼ばれる。2本の糸を捩った太い糸を経糸とするため粗い目が特徴である。
目が粗いため、通気性が良く、斜め方向の伸びがよい。このため、夏用シャツや夏用タオルケットに使用されることが多い。ただし、材質をかえることにより、吸水性を増したり、肌触りを大きく変えることができるため、夏用の商品だけでなくオールシーズン使える商品も作られている。
かつて三重県津地方で「津綟子（つもじ）」と呼ばれる絡み織が生産され、全国的に使われていたが、明治の頃から衰退してしまった。最近になって復元の試みがある。また古くから知られている「紗（しゃ）」や「絽（ろ）」も絡み織の一種である。

## 参考書文献
- 小川龍夫　『ファッション／アパレル辞典』　繊研新聞社、ISBN 4-88124-146-X
- 小川安朗ほか　『被服学事典』　朝倉書店、ISBN 4-254-62001-2